# Stolze Peak
Stolze Peak är en bergstopp i Antarktis. Den ligger i Västantarktis. Argentina, Chile och Storbritannien gör anspråk på området. Toppen på Stolze Peak är 1 552 meter över havet, eller 796 meter över den omgivande terrängen. Bredden vid basen är 10,2 km.
Terrängen runt Stolze Peak är bergig åt nordväst, men åt sydost är den kuperad. Havet är nära Stolze Peak österut. Trakten är obefolkad. Det finns inga samhällen i närheten. 